# Džuboks
Džuboks (iz angleške besede jukebox) je naprava za predvajanje glasbe, ki je vrhunec popularnosti doživela med leti 1940 in 1950. Deluje tako, da uporabnik vanjo vstavi kovance in izbere pesem, za katero želi, da se predvaja. Klasična različica džuboksa je imela gumbe in črke, s kombinacijo katerih je bilo možno predvajanje določene pesmi. Džuboksi so bili obvezna oprema lokalov in restavracij v tistem času, saj je živa glasba predstavljala precejšnji strošek. Tako so si gostje čas lahko popestrili s predvajanjem posnete glasbe. 
Džuboks iz 30. let dvajsetega stoletja je bil v obliki lesene omarice iz fino izrezljanega orehovega lesa. Ta različica je sicer izgledala precej prefinjeno, a je bila težka in nepraktična. V 40. letih se je pojavila različica, narejena iz kombinacije plastike in lesa. 
Dandanes so klasični džuboksi redkost. V lokalih namesto tega predvajajo lasten izbor glasbe ali radijski program.

## Etimologija
Angleški izraz jukebox je sestavljen iz besede box (zaboj) in besede juke, ki izhaja iz juke joint [džúk džójnt] (ali barrelhouse), ime, ki se je uporabljalo za bare in plesne dvorane, ki so jih obiskovali črnci na jugu ZDA tik ob bombažnih poljih.